# Contea di Yesan
La contea di Yesan (Yesan-gun; 예산군; 禮山郡) è una delle suddivisioni della provincia sudcoreana del Sud Chungcheong.